# NGC 166
NGC 166 (còn được gọi là PGC 2143) là một thiên hà xoắn ốc nằm cách chòm sao khoảng 2,6 triệu năm ánh sáng trong chòm sao Kình Ngư, với cường độ biểu kiến là 15,18. Nó được phát hiện bởi Francis Preserved Leavenworth vào năm 1886.